# سيكو يانساني
سيكو يانساني (مواليد 28 أبريل 2003) هو لاعب كرة قدم فرنسي يلعب في مركز المهاجم في النادي الأهلي القطري.

## روابط خارجية
- سيكو يانساني على موقع إي إس بي إن إف سي (الإنجليزية)
- سيكو يانساني على موقع قاعدة بيانات كرة القدم.إي يو (الإنجليزية)
- سيكو يانساني على موقع بيانات كرة القدم. دي إي (الألمانية)
- سيكو يانساني على موقع ليكيب (الفرنسية)
- سيكو يانساني على موقع Soccerbase.com (لاعب) (الإنجليزية)
- سيكو يانساني على موقع Soccerway.com (الإنجليزية)
- سيكو يانساني على موقع عالم كرة القدم.نت (الإنجليزية)
- سيكو يانساني على موقع كووورة
- سيكو يانساني على موقع AS.com (الإسبانية)